# Janice Babel
Janice Babel (Amsterdam, 10 november 1992) is een Nederlandse atlete, die gespecialiseerd is in de sprintafstanden. Ze veroverde tot nu toe één nationale titel. 

## Loopbaan
Janice Babel komt uit een typische sportfamilie. Haar ouders hebben vroeger op niveau gebasketbald en haar broer is de voetballer Ryan Babel.
Haar eerste grote toernooi waren de wereldkampioenschappen voor junioren. Aangezien het de bedoeling was dat er op de WJK ook een estafetteteam van start zou gaan, werd de Europacupwedstrijd in Leiria door de Atletiekunie aangegrepen om er ook nog eens een 4 x 100 m-race met een team, bestaande uit alleen junioratletes, te laten plaatsvinden. Het resultaat van deze estafette was, dat Kadene Vassell, Loreanne Kuhurima, Janice Babel en Jamile Samuel met een tijd van 44,90 s het bijna negentien jaar oude Nederlandse jeugdrecord verbeterden, dat sinds 13 augustus 1989 op 45,39 stond.
Van 8 tot en met 13 juli 2008 werden vervolgens in Bydgoszcz de WK voor junioren gehouden. De 4 x 100 m estafetteploeg met Kadene Vassell, Loreanne Kuhurima, Janice Babel en Jamile Samuel bleef met 45,21 achter op het eigen jeugdrecord van de maand ervoor en werd zesde in haar serie. Het Nederlandse kwartet had overigens ten minste 44,45 moeten lopen (een verbetering van het eigen record met bijna een halve seconde) om een finaleplaats te bemachtigen
In 2010 werd Babel uitgezonden naar de WK U20 in Moncton, Canada, die op 19 juli van start gingen. Ook hier kwam zij in actie op de 4 x 100 m estafette. Samen met Loreanne Kuhurima, Eva Lubbers en Jamile Samuel snelde zij in de eerste ronde naar een tijd van 44,70, waarmee het viertal zich niet alleen voor de finale plaatste, maar ook het in 2008 gevestigde nationale jeugdrecord verbeterde. In de finale, waarin Dafne Schippers de plaats van Babel overnam, ging het daarna nog veel harder. Want in 44,09 werd niet alleen het record van de dag ervoor vermorzeld, maar eindigde de ploeg ook als derde en veroverde dus de bronzen medaille. Het was voor het eerst dat een Nederlands estafetteteam op een WK U20-toernooi bij de eerste drie eindigde. Voor de Europese kampioenschappen in Barcelona, die een week na Moncton plaatvonden, had Babel zich eveneens met de estafetteploeg weten te plaatsen. Zij maakte echter geen deel uit van de uiteindelijke ploeg die naar dit seniorentoernooi werd uitgezonden.
Op de Nederlandse indoorkampioenschappen van 2012 won Janice Babel goud op de 200 m. Vervolgens behoorde zij tot het estafetteviertal, verder bestaande uit Jamiel Samuel, Kadene Vassell en Eva Lubbers, dat op 2 juni bij wedstrijden in Genève het in 2011 reeds geëvenaarde Nederlandse record van 43,44 uit 1968 uit de recordboeken liep en met ruim een halve seconde omlaag bracht tot 42,90. Later dat jaar maakte ze deel uit van de estafetteploeg voor de EK in Helsinki. Het vrouwenteam met daarin Kadene Vassell, Dafne Schippers, Eva Lubbers en Jamile Samuel behaalde daar een historische zilveren medaille. Voor Babel bleef haar rol beperkt tot het warm houden van de reservebank.
Bij de NK indoor van 2013 in Apeldoorn wist ze haar titel van het voorgaande jaar niet te prolongeren. Ze moest genoegen nemen met het brons.

## Nederlandse kampioenschappen
Indoor
| Onderdeel | Jaar |
| --------- | ---- |
| 200 m     | 2012 |

## Persoonlijk records
Outdoor
| Onderdeel | Prestatie | Wind     | Datum         | Plaats    |
| --------- | --------- | -------- | ------------- | --------- |
| 100 m     | 11,44 s   | +1,9 m/s | 28 april 2018 | Clermont  |
| 150 m     | 17,33 s   | +1,7 m/s | 19 mei 2018   | Lisse     |
| 200 m     | 23,77 s   | +0,4 m/s | 19 juni 2016  | Amsterdam |

Indoor
| Onderdeel | Prestatie | Datum            | Plaats    |
| --------- | --------- | ---------------- | --------- |
| 60 m      | 7,30 s    | 3 februari 2018  | Amsterdam |
| 200 m     | 23,80 s   | 16 februari 2013 | Apeldoorn |

## Palmares

### 60 m
- 2012: 4e NK indoor - 7,51 s
- 2013: 7e NK indoor - 8,21 s (in ½ fin. 7,50 s)
- 2018: DNS EAP indoor (in serie 7,30 s)

### 100 m
- 2012: 5e NK - 11,91 s (in serie 11,81 s)
- 2016: 5e NK - 11,69 s

### 150 m
- 2018:  Ter Specke Bokaal - 17,33 s (+1,7 m/s)

### 200 m
- 2009: 5e NK - 25,28 s
- 2010:  NK indoor - 24,60 s
- 2011: 7e NK - 24,75 s
- 2012:  NK indoor - 23,82 s
- 2012: 4e NK - 23,88 s
- 2013:  NK - 23,96 s (in ½ fin. 23,80 s)
- 2016: 4e NK - 23,77 s

### 4 x 100 m
- 2008: 6e in serie WK U20 te Bydgoszcz - 45,21 s
- 2010:  WK U20 te Moncton - 44,09 s[1]
- 2012:  Wedstrijden in Genève - 42,90 s (NR)